# Министерство просвещения Российской Федерации
Министерство просвещения Российской Федерации (Минпросвещения России) — федеральный орган исполнительной власти России в сфере общего образования, среднего профессионального образования и соответствующего дополнительного профессионального образования, профессионального обучения, дополнительного образования детей и взрослых, воспитания, опеки и попечительства в отношении несовершеннолетних граждан, социальной поддержки и социальной защиты обучающихся, а также функции по оказанию государственных услуг и управлению государственным имуществом в сфере общего образования, среднего профессионального образования и соответствующего дополнительного профессионального образования, профессионального обучения, дополнительного образования детей и взрослых, воспитания.
Министерство просвещения Российской Федерации образовано в мае 2018 года и представляет собой часть существовавшего в 2004—2018 годах Министерства образования и науки (Минобрнауки), оставшуюся после выделения из него Министерства науки и высшего образования Российской Федерации в качестве отдельного органа.

## История
Управленческая структура с сопоставимыми задачами функционировала ещё в царской России и затем многократно реформировалась и преобразовывалась. Традиционно такая структура отвечала в первую очередь за общее образование в стране, но в некоторые периоды и в разной мере в сферу её ответственности входили также вопросы профессионального образования, высшей школы и науки.

### Российская Империя
Министерство народного просвещения Российской империи было создано 8 сентября 1802 года (в 1817—1824 гг. в связи с присоединением Главного управления духовных дел иностранных исповеданий называлось Министерством духовных дел и народного просвещения).

### Советские годы
В ноябре 1917 года образован Народный комиссариат просвещения РСФСР (Наркомпрос РСФСР), который в марте 1946 года был переименован в Министерство просвещения РСФСР. В 1937—1989 годах в областях существовали областные отделы народного образования (ОблОНО), в районах — районные отделы народного образования (РайОНО), в городах — городские отделы народного образования (ГорОНО).
В 1988 году при объединении Министерства просвещения РСФСР и Государственного комитета РСФСР по профессионально-техническому образованию создали Министерство образования РСФСР (Минобр РСФСР).

### Современная Россия, 1990-е годы
После распада СССР в 1991 году Минобр РСФСР превратился в Министерство образования Российской Федерации. Оно стало, по факту, правопреемником не только соответствующей инстанции РСФСР, но и общесоюзного органа — Государственного комитета СССР по народному образованию (1988—1991), образованного путём слияния трёх министерств СССР: Министерства высшего и среднего специального образования (Минвуза) СССР, Министерства просвещения СССР и Министерства профессионально-технического образования СССР.
В период до 1996 года Министерство образования Российской Федерации управляло начальным и средним (в том числе средним специальным и профессионально-техническим) образованием в РФ. За высшее и послевузовское образование и науку в этот период отвечали Государственный комитет Российской Федерации по высшему образованию (1993—1996) и Министерство науки, высшей школы и технической политики Российской Федерации (1991—1993). Последнее было реорганизовано (путём передачи ему вопросов высшей школы от Министерства образования) из формально просуществовавшего две недели в ноябре 1991 года Министерства науки и технической политики РСФСР, созданного на базе Госкомитета РСФСР по делам науки и высшей школы и Госкомитета СССР по науке и технологиям.
В августе 1996 года было решено объединить функции Министерства образования и Госкомитета по высшему образованию в новой структуре — Министерство общего и профессионального образования Российской Федерации (1996—1999), которое, однако, именовалось так лишь до мая 1999 года, затем последовало очередное расформирование и превращение в Министерство образования Российской Федерации.

### Минобрнауки России, 2000-е—2010-е годы

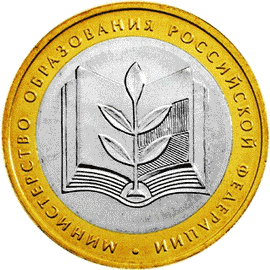
Юбилейная монета 10 рублей,
2002 год

При создании первого правительства Фрадкова указом Президента Российской Федерации № 314 от 9 марта 2004 года было образовано Министерство образования и науки Российской Федерации (Минобрнауки России) . К нему перешли функции по принятию нормативных актов упразднённого этим же указом Министерства образования Российской Федерации, а также функции по принятию нормативных актов упраздняемого Министерства промышленности, науки и технологий Российской Федерации (в сфере науки) и реорганизуемого Российского агентства по товарным знакам.
Одновременно функции по правоприменению, управлению и контролю в сферах образования, науки и интеллектуальной собственности были переданы в ведение создаваемых четырёх федеральных служб и агентств, подконтрольных министерству, — Федеральному агентству по образованию, Федеральному агентству по науке, Федеральной службе по интеллектуальной собственности, патентам и товарным знакам и Федеральной службе по надзору в сфере образования и науки.
Министром в тот же день был назначен Андрей Александрович Фурсенко, который ещё с ноября 2003 года исполнял обязанности министра промышленности, науки и технологий Российской Федерации.

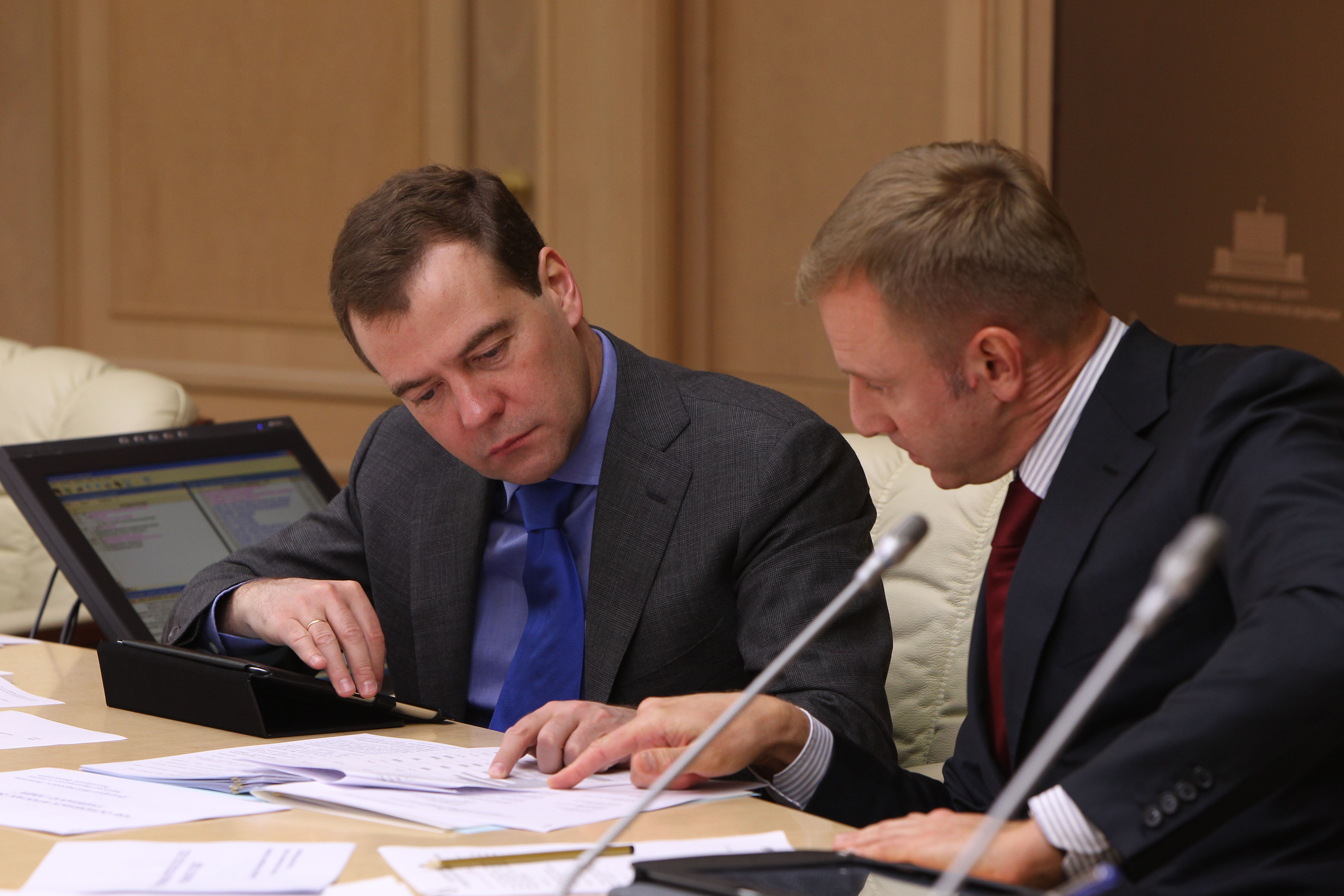
Дмитрий Ливанов и Дмитрий Медведев, июнь 2012 года

С 21 мая 2012 года Министерство спорта, туризма и молодёжной политики Российской Федерации было преобразовано в Министерство спорта Российской Федерации, функции же по молодёжной политике, указом Президента Российской Федерации, перешли в Министерство образования и науки Российской Федерации.

### Создание Министерства просвещения Российской Федерации
Во второй половине 2010-х годов периодически озвучивалась идея разделения Минобрнауки России на два ведомства: одно ответственное за обучение и воспитание, другое — за науку.
После длительных дискуссий, 15 мая 2018 года Министерство образования и науки Российской Федерации было расформировано — в результате появилось два отдельных министерства: Министерство просвещения Российской Федерации и Министерство науки и высшего образования Российской Федерации. Рособрнадзор и Росмолодёжь перешли в управление Правительства Российской Федерации. При этом сокращённое наименование «Минобрнауки России» не вышло из употребления, а перешло к Министерству науки и высшего образования.
Таким образом, впервые в постсоветской истории было учреждено министерство именно под названием «Министерство просвещения Российской Федерации». На пост министра была назначена Ольга Юрьевна Васильева, ранее возглавлявшая Минобрнауки России. По словам Председателя Правительства Российской Федерации Дмитрия Медведева, выдвинутое им предложение разделить ведомство на два призвано «оптимизировать действующую систему органов власти» и «лучше сконцентрировать наши возможности по развитию и одной системы образования, и другой системы образования». Председатель ВАК, бывший министр образования России Владимир Филиппов поддержал отделение «школьного» министерства от «вузовского» и «научного», так как «в большом министерстве школы чувствовали себя на третьих ролях. Больше всего внимания было академикам, уважаемым людям, потом ректорам, а уже потом разбирались с проблемами директоров школ. А это неправильно».
15 января 2020 года в связи с уходом Правительства РФ в отставку Ольга Васильева покинула пост министра. Она исполняла обязанности министра просвещения до 21 января 2020 года, когда было сформировано новое правительство. Министром просвещения Российской Федерации был утвержден Сергей Сергеевич Кравцов, который ранее занимал должность руководителя Рособрнадзора.

## Структура центрального аппарата

### Руководство
Министерство просвещения Российской Федерации возглавляет Министр просвещения Российской Федерации, назначаемый на должность Президентом Российской Федерации после утверждения его кандидатуры Государственной Думой Федерального Собрания Российской Федерации по представлению Председателя Правительства Российской Федерации и освобождаемый от должности Президентом Российской Федерации.
— Постановление Правительства Российской Федерации от 28 июля 2018 г. № 884
Заместители министра назначаются на должность и освобождаются от должности Правительством Российской Федерации.
Министр
- Кравцов Сергей Сергеевич (с 21 января 2020)

Бывшие министры
- Васильева Ольга Юрьевна (с 18 мая 2018[11] по 21 января 2020)

#### Центральный аппарат
Структурными подразделениями Министерства просвещения Российской Федерации являются департаменты. В состав департаментов включаются отделы. Согласно информации на официальном сайте министерства, заместители министра координируют работу и обеспечивают руководство деятельностью департаментов соответственно приведенному ниже списку.
- Бугаев Александр Вячеславович (с 17 мая 2021) — первый заместитель министра[13]
  - Департамент государственной политики в сфере воспитания,  дополнительного образования и детского отдыха
  - Департамент государственной политики в сфере защиты прав детей
- Корнеев Андрей Алексеевич (с 9 марта 2020) — статс-секретарь — заместитель министра[14]
  - Департамент правового обеспечения, администрирования и государственной службы
  - Департамент интеграции национальной системы образования и международного сотрудничества
- Желонкин Владимир Борисович (с 21 марта 2025)
  - Департамент государственной политики и управления в сфере среднего профессионального образования и профессионального обучения
  - Департамент внешних коммуникаций и референтуры
- Колударова Ольга Павловна (с 24 августа 2024)
  - Департамент государственной общеобразовательной политики и развития дошкольного образования
  - Департамент кадровой политики
- Николаев Андрей Викторович (с 11 октября 2018)[15]
  - Департамент экономики и финансов
  - Департамент развития инфраструктуры
- Шварцман Ирина Владимировна (с 24 августа 2024)
  - Департамент проектной деятельности и развития региональных систем образования
  - Департамент цифровой трансформации и приоритетных проектов

Бывшие заместители министра
- Потехина Ирина Петровна (27 августа 2018 — 5 декабря 2019)[16]
- Синюгина Татьяна Юрьевна (27 августа 2018 — 24 января 2020)[17]
- Зенькович Павел Станиславович (28 августа 2018 — 28 августа 2019) — статс-секретарь — заместитель министра[18]
- Ракова Марина Николаевна (15 октября 2018 — 16 марта 2020)[19]
- Зенькович Павел Станиславович (28 августа 2019 — 9 апреля 2020) — первый заместитель министра
- Басюк Виктор Стефанович (6 сентября 2019 — 27 марта 2021)[20]
- Глушко Дмитрий Евгеньевич (9 марта — 19 мая 2020)
- Глушко Дмитрий Евгеньевич (19 мая 2020 — 17 мая 2021) — первый заместитель министра[21]
- Толстикова Екатерина Андреевна (10 июня 2020 — 2 июня 2021)
- Васильева Татьяна Викторовна (19 мая 2020 — 24 августа 2024)
- Зырянова Анастасия Владимировна (10 июня 2021 — 24 августа 2024)
- Грибов Денис Евгеньевич (9 марта 2020 — 30 августа 2024)